# Prijam
Prijam (grč. Πρίαμος, Príamos; također i Podark) u grčkoj mitologiji najmlađi je Laomedonov sin, kralj grada Troje u vrijeme Trojanskog rata.

## Etimologija
Prijam se izvorno zvao Podark (grč. Ποδάρκης, Podárkos = "lakše noge"). Spriječio je Herakla da ga ubije davši mu zlatni veo koji je istkala njegova sestra Heziona. Nakon ovoga Podark je promijenio svoje ime u Prijam. Etimologija te riječi dolazi od grč. priatos = "otkupljen". Izvorno je ime vjerojatno lidijskog podrijetla, a ne grčkog.

## Mitologija

### Potomci
Prijam je imao više žena, a prva mu je bila Hekaba s kojom je imao pedesetak sinova i nekoliko kćeri. Najstariji sin bio je Ezak kojeg je imao s Arizbom, koji je poginuo prije Trojanskog rata. Najpoznatiji su mu potomci Hektor, Paris i Kasandra.

### Kasandra
Apolon je, zaljubivši se, dao Kasandri dar proricanja budućnosti, a ona je na njegovu ljubav uzvratila hladnoćom zbog čega ju je prokleo tako da se na njezina proročanstva nitko ne obazire i da im nitko ne vjeruje. Kasandra je predvidjela uništenje Troje, ali nije ih mogla spriječiti. Upozorila je Trojance o trojanskome konju i Agamemnonovoj smrti, ali njezina je obitelj, zajedno s Prijamom, mislila da je poludjela. U nekim se inačicama donosi da su je zbog toga i držali zatvorenom. 
Nakon razrušenja Troje, potražila je utočište u Ateninu hramu gdje ju je silovao Ajant mlađi, odvukavši je ispred Prijamovih očiju.

#### Hektor
Njegov sin Hektor poznat je kao najhrabriji trojanski ratnik koji je svoju domovinu uspješno branio devet godina od ahejskog zavojevača.
Ahilej je ubio Hektora i potom obesčastio tijelo jer ga bješe vukao nekoliko dana oko Troje i odbijao vratiti Trojancima. Zeus je poslao Hermesa da prati Prijama do ahejskog uporišta. Prijam je u suzama molio Ahileja da se sažali zbog očeva gubitka vlastita sina i da vrati Hektorovo tijelo. Podsjetio je Ahileja na njegova vlastita oca - Peleja. Dirnuti je Ahilej popustio i predao mu truplo. Obje su strane pristale na privremeno primirje od 11 dana. Priređen je svečani Hektorov pogreb i pogrebne igre. Ovo opisuje Homer u svojoj Ilijadi.

### Smrt
U uništenju Troje Prijama je brutalno ubio Ahilejev sin Neoptolem (u Vergilijevoj Eneidi znan i kao Pir).

## Vanjske poveznice
- Prijam u grčkoj mitologiji (engl.)